# سبيناتسولا
سبيناتسولا (بالإيطالية: Spinazzola)‏ هي بلدة وبلدية في مقاطعة بارليتا أندريا تراني في إقليم بوليا في جنوب إيطاليا.

## السكان
في سنة 1861 بلغ عدد السكان 10٬337 نسمة، وتطور العدد ليصل في سنة 2011 لـ 6٬755 نسمة.
يظهر هذا المخطط البياني تطور النمو السكاني لـ سبيناتسولا

## توأمة
لسبيناتسولا اتفاقيات توأمة مع:
- فربانيا

## أعلام
- إينوسنت الثاني عشر